# Asociación Europea de Cristalografía
Asociación Europea de Cristalografía (ECA) La ECA es una organización científica europea independiente formada por cristalógrafos y cristalógrafas, asociaciones nacionales de cristalógrafos y cristalógrafas y corporaciones privadas que apoyan la cristalografía en Europa. Fue fundada en 1997. Actualmente está formada por 36 asociaciones nacionales y varios cientos de miembros individuales. La sociedad es una de las asociaciones regionales de la IUCr International Union of Crystallography (el resto de sociedades regionales son la ACA American Crystallographic Association, la ASCA Asian Crystallographic Association y la LACA Latin American Crystallographic Association). 
Los objetivos de la Sociedad se orientan a contribuir al avance de la cristalografía en todos sus aspectos, incluyendo temas relacionados que conciernen a los estados no cristalinos de la materia y promover la cooperación Europea en Cristalografía. Estos objetivos se llevan a cabo mediante el apoyo a las conferencias, talleres y escuelas sobre cristalografía, principalmente en Europa y África y en áreas próximas de Asia.

## Historia
La ECA nació en Lisboa en 1997 durante la 17.ª Conferencia Europea de Cristalografía (ECM) y es la sucesora del Comité Europeo de Cristalografía (ECC) el cual se fundó en 1972 y organizó los primeros ECMs. La historia inicial de la ECA hasta el 25.º ECM en Istanbul se detalla en la siguiente cita. La referencia más reciente fue presentada en el ECM celebrado en Warwick (2013).

## Organización
El Consejo dirige el trabajo de la ECA. Cada sociedad nacional o miembro adherido nomina un consejero. Los miembros individuales eligen consejeros a razón de uno por cada cincuenta miembros. La sede está en Nimega (País Bajos).
El Comité Ejecutivo es responsable de dirigir la ECA entre las reuniones del consejo.
Los grupos de Interés Especial (SIGs) y los de Interés General (GIGs) agrupan a los científicos con intereses comunes en áreas específicas de la cristalografía. Los SIGs y GIGs contribuyen al programa científico de las Conferencias Europeas de Cristalografía.

## Premios
La ECA promueve el Premio Max Perutz en reconocimiento de los méritos logrados en cualquier rama de la cristalografía. En colaboración con la Sociedad Europea de Difusión de Neutrones (ENSA) promueve el Premio Erwin Felix Lewy Bertaut. El Premio George M. Sheldrick se otorga a un investigador no titular por sus destacadas contribuciones científicas en el campo de las ciencias estructurales. El Premio Alajos Kálmán, otorgado por la Sociedad Química Húngara, se otorga a un investigador individual en reconocimiento a sus destacadas contribuciones científicas en el campo de las ciencias estructurales en los últimos 5 a 10 años. El Premio Lodovico Riva di Sanseverino se otorga a científicos en reconocimiento a sus notables contribuciones a la difusión de la cristalografía en el ámbito educativo a todos los niveles.